# وحشت ژاپنی

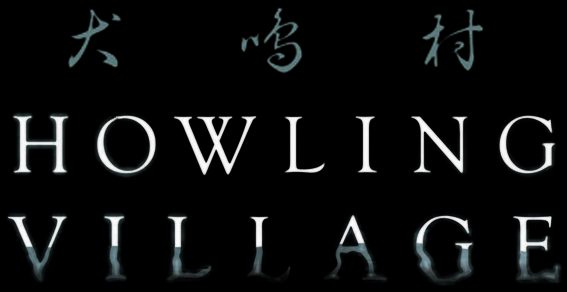
وحشت ژاپنی

وحشت ژاپنی نام سبک وحشت و علمی تخیلی در فرهنگ کشور ژاپن است که به مسائلی همچون داستان‌های عامه‌پسند ژاپنی و ارواح و یوکای می‌پردازد.